# Bruine kapucijnaap
De bruine kapucijnaap (Sapajus apella), ook wel kuifkapucijnaap, apella of kesi-kesi genoemd, is een algemene apensoort uit het geslacht der robuuste kapucijnapen (Sapajus). De wetenschappelijke naam van de soort werd in 1758 als Simia apella gepubliceerd door Carl Linnaeus. Verscheidene andere kapucijnapen, als Sapajus libidinosus, Sapajus nigritus en de geelborstkapucijnaap (Sapajus xanthosternos) worden soms als ondersoorten van de bruine kapucijnaap beschouwd.

## Kenmerken
De bruine kapucijnaap is steviger dan de andere kapucijnapen, met een ruwere vacht en een kortere, dikkere staart en ledematen. Op het voorhoofd staat een bos of rij lange, verharde haren, die rechtop kan worden gezet als een soort "pruik". Hij heeft een grijzig bruine vacht. De buik is lichter en de handen en voeten zijn zwart. Het gezicht is lichter van kleur, en omgrensd door een zwarte kap en bakkebaarden. De staart is sterk en kan als grijpstaart gebruikt worden.
De kapucijnaap heeft een kop-romplengte van 32 tot 56,5 centimeter, een staartlengte van 38 tot 56 centimeter en een lichaamsgewicht van 1,9 tot 4,8 kilogram. Mannetjes zijn meestal groter dan vrouwtjes. Een volwassen mannetje heeft meestal een kop-romplengte van 32 tot 56,5 centimeter, een staartlengte van 38 tot 56 centimeter en een lichaamsgewicht van 1,9 tot 4,8 kilogram, een volwassen vrouwtje heeft meestal een kop-romplengte van 33 tot 48 centimeter, een staartlengte van 38 tot 47 centimeter en een lichaamsgewicht van 1,9 tot 3 kilogram.

## Verspreiding en leefgebied
Deze soort komt voor in de noordelijke Amazonebekken van de Guyana's en Brazilië ten oosten van de Rio Negro, noordwaarts tot de Orinoco in Venezuela. De soort komt voor in een grote verscheidenheid aan bostypen, voornamelijk in het tropisch regenwoud, tot op een hoogte van 2700 meter. Ook in meer open bos komt hij voor, waar hij zich door open veld over de grond voortbeweegt om van boom naar boom te gaan. De soort waagt zich zelden op de cerrado's en savannes.
Het verspreidingsgebied overlapt met dat van andere soorten kapucijnapen, als de witschouderkapucijnaap (Cebus capucinus).  In dergelijke gevallen is er  minder overlap in dieet tussen de soorten.

## Leefwijze

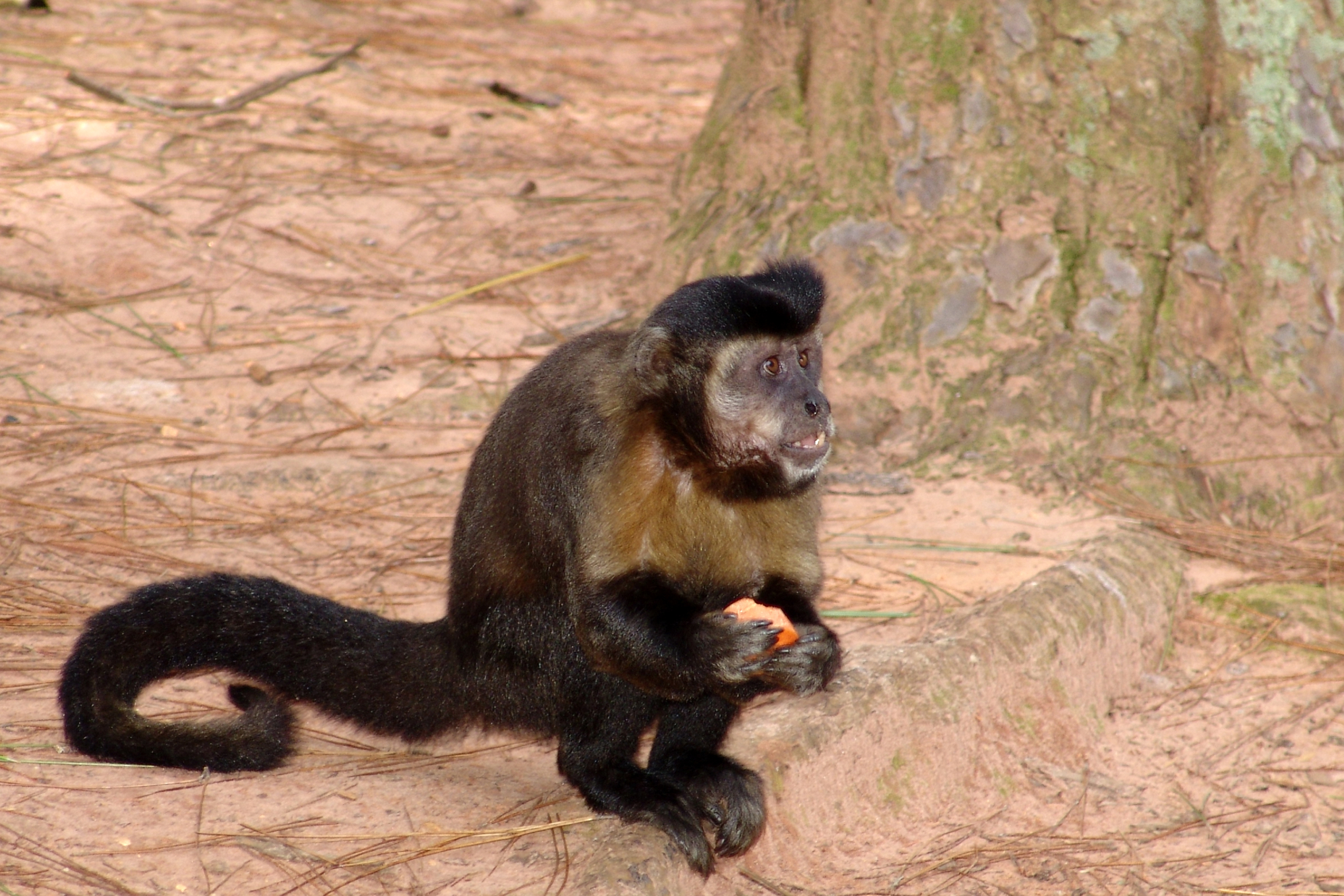
Bruine kapucijnaap - Manduri, Brasil

De bruine kapucijnaap is een dagactieve, boombewonende soort. Vaak waagt hij zich ook op de grond, om te zoeken naar voedsel of om afstanden af te leggen tussen verder staande bomen. 's Nachts verblijft de kapucijnaap in een holle boom of tussen dichte takken.
De bruine kapucijnaap leeft alleen of in groepen van twee tot twintig dieren. Vaak heeft de groep slechts één volwassen mannetje, maar gemengde groepen met meerdere mannetjes komen ook voor. Één mannetje is dominant. Hij duldt slechts enkele apen, voornamelijk jongere dieren en enkele vrouwtjes. Het dominante mannetje en de apen die het dichtst bij hem staan eten het eerst bij voedselschaarste, terwijl ondergeschikte dieren moeten wachten tot zij klaar zijn. Ook zijn praktisch alle jongen binnen een groep nakomelingen van het dominante mannetje, alhoewel ook andere mannetjes binnen een groep met de vrouwtjes paren.
Anders dan enkele andere kapucijnapen heeft een groep bruine kapucijnapen geen territorium. Woongebieden overlappen meestal en verscheidene groepen worden regelmatig naast elkaar aangetroffen. De bruine kapucijnaap verzorgt zijn vacht regelmatig en zorgvuldig.
Na een draagtijd van 180 dagen wordt één jong geboren, zelden een tweeling. Het weegt bij de geboorte ongeveer 200 tot 250 gram. Jongen worden op de rug van de moeder gedragen. De zoogtijd duurt ongeveer negen maanden. Pas na zeven jaar wordt hij geslachtsrijp, wat vrij laat is voor een primaat van zijn grootte.
Bruine kapucijnapen kunnen vrij oud worden. Een dier werd in gevangenschap meer dan 45 jaar oud. De belangrijkste natuurlijke vijanden van de kapucijnaap zijn grotere roofvogels. Ze zijn zo op hun hoede voor roofvogels, dat ze zelfs alarm slaan bij ongevaarlijke vogels.

### Voedsel en foerageren
Het is van deze apensoort bekend dat hij harde voorwerpen als stenen als gereedschap gebruikt om noten mee open te breken. Hierbij legt hij de noot op een grote, platte steen, waarna hij met een kleinere steen net zo lang op de noot slaat totdat deze breekt. Naast noten eet hij ook vruchten, insecten, larven, eieren en jonge vogeltjes, en kikkers, hagedissen en zelfs vleermuizen.
Bruine kapucijnapen foerageren in groepen. Als een groepslid voedsel heeft gevonden, slaakt hij een hard fluitend geluid, waarop de andere dieren naar hem toe komen. De opbouw van de groep is zeer georganiseerd en wordt bepaald door de rangschikking in de hiërarchie. Het dominante mannetje bevindt zich meestal vlak achter de voorhoede van de groep, waar het zowel veilig is (dieren in het midden zijn meer beschermd tegen aanvallen van predatoren) als voldoende voedsel te vinden is. Hij bietst daarbij het voedsel dat door de voorhoede wordt ontdekt. De voorhoede bestaat meestal uit hogergeplaatste vrouwtjes die worden getolereerd door het dominante mannetje, en hun oudere nakomelingen. De voorhoede heeft de beste toegang tot voedsel, maar is ook het kwetsbaarst voor aanvallen van roofdieren. De achterhoede bestaat uit ondergeschikte mannetjes en vrouwtjes. Het dominante mannetje kan zeer agressief worden tegen deze dieren en zij proberen hem zo veel mogelijk te mijden.

## Bedreiging
De bruine kapucijnaap is vrij algemeen en niet bedreigd. Één ondersoort, Sapajus apella margaritae is ernstig bedreigd. Deze ondersoort komt enkel voor op Isla Margarita, waar niet meer dan 250 dieren leven.